# 김유민 (야구 선수)
김유민(2003년 1월 18일~)은 대한민국의 야구 선수로 현재 KBO 리그의 팀인 LG 트윈스의 내야수로 활동하고 있다.

## 어린 시절
2003년 1월 18일, 인천광역시 웅진군에서 태어났다.

## 선수 경력
2021년 LG 트윈스에 입단했다. 현재까지 1군 경기 기록은 없다. 2024년 12월 17일에 음주 운전을 해 1년 실격 처분 징계되었다. 

## 출신 학교
- 서울화곡초등학교
- 영남중학교 (서울)
- 덕수고등학교